# Le Boulay (Indre-et-Loire)
Le Boulay is een gemeente in het Franse departement Indre-et-Loire (regio Centre-Val de Loire) en telt 493 inwoners (1999). De plaats maakt deel uit van het arrondissement Tours.

## Geografie
De oppervlakte van Le Boulay bedraagt 20,0 km², de bevolkingsdichtheid is 24,7 inwoners per km².
De onderstaande kaart toont de ligging van Le Boulay (Indre-et-Loire) met de belangrijkste infrastructuur en aangrenzende gemeenten.

## Demografie
Onderstaande figuur toont het verloop van het inwonertal (bron: INSEE-tellingen).

1. ↑  Populations de référence 2022.